# Provinciedomein Het Vinne
Provinciedomein Het Vinne is een 130 ha groot natuurdomein van de provincie Vlaams-Brabant. Het is gelegen in een depressie in de vallei van de Kleine Gete (Haspengouw), aan de oostrand van de stad Zoutleeuw.
Het domein wordt vooral gekenmerkt door het binnenmeer met grote biodiversiteit. Het meer vormt de thuisbasis van zeldzame moerasvogels en insecten en het is een mooie plek om te wandelen tussen het riet en over knuppelpaden boven het water. Via wandelwegen, schuilhutten, vogelkijkhutten, torens en infoborden kunnen wandelaars het hele gebied exploreren.

## Geschiedenis
Het Vinne bestaat al heel lang. Het natuurlijke meer werd gevormd tijdens de ijstijden. De naam van het domein verwijst naar een ven dat op deze plaats ontstond.

### Turf
Door de hoge zuurtegraad van de noordelijke meerlob was er veenmos te vinden op de oevers. In de middeleeuwen gingen de Leeuwenaars hier aan de rand van het water naar op zoek. De hierdoor ontstane putten vulden zich met water, wat het meer nog groter maakte. In de 13de eeuw noemde men het Vinne de "turfkuil van Leeuw". Tot in de 19de eeuw stond deze 4 meter diepe kuil voortdurend onder water.
Het veen werd gedroogd tot turf, een brandstof die gebruikt werd om bijvoorbeeld kachels aan te steken. Deze turf werd vanuit de stad via beken geëxporteerd, waardoor Leeuw in de middeleeuwen een miljoenenstad werd. Dit kon achterhaald worden aan de hand van een charter van hertog Jan I van Brabant, dat de inkomsten van 1278 vermeldt.
In 1841 vatten de inwoners van Leeuw het plan op om het meer droog te leggen. Dat duurde drie jaar en het leverde 100 hectare aan vruchtbare grond op voor landbouw en veeteelt.

### Populieren
In 1930 kocht de NV Union Allumetièr uit Geraardsbergen het hele gebied op om het te bebossen met canadapopulieren. Van het hout werden lucifers gemaakt. Veertig jaar later zocht Union Allumetières een koper en in 1974 werd het Vinne verkocht aan de toen nog unitaire provincie Brabant. Het doel was om de natuur van het oorspronkelijke meer te herstellen.

### Natuurinrichtingsproject
In 2004 werden de meeste populieren verwijderd in een eerste natuurinrichtingsproject van die omvang in Vlaanderen. Daarna legde de provincie Vlaams-Brabant de pompen stil en langzaam maar zeker kon de natuurlijke stand van de grondwatertafel zich herstellen.
Om de waterkwaliteit opnieuw te verbeteren, ging in 2019 fase 2 van het natuurinrichtingsproject van start. De site werd intussen ook erkend als Europees beschermd Natura 2000-gebied.

## Natuurinrichtingsproject

### Fase 1
Tot 2004 werd de oppervlakte van het meer drooggepompt. Het water werd via een grachtensysteem afgevoerd naar de Kleine Gete. Bezoekers wandelden toen op een oude meerbodem.
De voormalige meerbodem werd gedomineerd door populierenaanplanten en vlierstruiken. In het centrale en zuidelijke deel was wel al een goed ontwikkelde rietvegetatie aanwezig. Verder was er weinig variatie en het gebied gaf een eentonige indruk.
Na het doorlopen van de nodige procedures werd op 19 januari 2004 het startsein gegeven voor fase 1 van het natuurinrichtingsproject, dat een jaar later werd afgerond. De werken werden voorbereid en opgevolgd door een projectcomité met vertegenwoordigers van de Vlaamse overheid, de provincie Vlaams-Brabant, de stad Zoutleeuw en Natuurpunt vzw.
Tijdens de eerste fase werd het organisch materiaal op de meerbodem slechts gedeeltelijk opgeruimd. Om budgettaire redenen was het toen niet mogelijk om de oorspronkelijk voorziene verregaande verwijdering uit te voeren.
De evolutie van de natuur werd tien jaar lang opgevolgd. De resultaten van de opvolging van dit unieke project dienen als voorbeeld en inspiratie voor andere natuurontwikkelingsprojecten in binnen- en buitenland.
Fase 1 van dit grootschalig natuurinrichtingsproject zorgde ervoor dat de natuur van provinciedomein Het Vinne in haar oorspronkelijke staat werd hersteld. Het Vinne werd zo opnieuw het grootste natuurlijke binnenmeer van Vlaanderen.

### Fase 2
Na fase 1 van het natuurinrichtingsproject bleven heel wat takken en boomstronken van het vroegere populierenbos achter op de bodem van het Vinnemeer. Het organisch materiaal begon te rotten in het water. Het rottingsproces zorgde voor meer nutriënten, die als voeding dienden voor algen. Deze algen gebruikten de zuurstof in het water waardoor de waterkwaliteit achteruit ging. De waterplanten verdwenen en vissen stierven.
Sinds 2011 werd een daling waargenomen in de aantallen en soorten van de libellen in het Vinne. De precieze oorzaak is niet zeker, maar het is mogelijk dat de toenmalige waterkwaliteit hier een doorslaggevende rol in speelde.
In de loop van de zomer van 2015 was het meerwater bovendien zeer troebel door de massale aanwezigheid van blauwalgen. Er werd toen ook een belangrijke vissterfte waargenomen.
Om de waterkwaliteit opnieuw te verbeteren, ging in 2019 fase 2 van het natuurinrichtingsproject van start. Met financiering van de VLM werden er verschillende acties uitgevoerd.

#### Droogpompen van het Vinnemeer
Het Vinnemeer werd met pompen drooggelegd. Extra drooglegging tijdens het heetst van de zomer zorgde voor een enorme reductie van het volume slib dat afgevoerd moest worden. Bovendien werd het organisch materiaal daarbij beter ‘steekbaar’ voor graafmachines.

#### Aanleggen van onderwaterdijken
Door het plaatsen van sluizen in de hoofdgrachten werd het meer verdeeld in compartimenten. Dit maakt een eventuele gedeeltelijke drooglegging mogelijk in de toekomst.

#### Verwijderen van achtergebleven organisch materiaal
De totale bodemoppervlakte van het Vinnemeer bedraagt ongeveer 70 ha. Hiervan bestond slechts 10 ha uit minerale bodem. De overige oppervlakte was bedekt met organisch materiaal (afgestorven rietstoppels, takken, bomen en boomstronken). Het verwijderen van dood hout uit het open water verminderde de nutriëntenbelasting.
Daarnaast zorgde het maaien van lisdodde- en pitrusvegetaties in het open watergedeelte voor minder geschikte broedlocaties voor kokmeeuwen. Deze kokmeeuwen werden verantwoordelijk geacht voor een sterke bemesting van het Vinnemeer.

#### Gerichte slibruiming
Er werd slib geruimd in de grachten en op locaties met historische verontreiniging. Deze historische verontreiniging was enerzijds te wijten aan het doorsijpelen van beekwater uit de Sint-Odulphusbeek. Anderzijds speelde ook het gezuiverde afvalwater dat de rioolwaterzuiveringsinstallatie KWZI Rondeweg verliet hierin een rol.
Het slib dat niet kon worden afgevoerd, werd verzameld in slib-/broedeilanden. Op sommige slibeilanden werden exclosures geplaatst om de rietgroei tegen ganzenvraat te beschermen.

#### Plaatsen van damwand in Sint-Odulphusbeek
Om toekomstige doorsijpeling van nutriëntenrijk water tegen te gaan, werd een damwand geplaatst in de Sint-Odulphusbeek. Tijdens de eerste fase van het natuurinrichtingsproject werd enkel een kleikern geplaatst in de beekbedding. De oeverwallen bleven toen echter nog steeds lek.

#### Vermijden van overmaat aan bladval in de oeverzone
Door het lokaal verwijderen van boomopslag en struweel in de randzones van het meer wordt een overmaat aan bladval in de oeverzone vermeden.

#### Graven van poelen voor amfibieën
Na het broedseizoen van 2022 zullen in de oostrand nog enkele poelen gegraven worden voor amfibieën. Dit zal gebeuren onder toezicht van archeologen. Er wordt aangenomen dat er in het verleden verschillende nederzettingen geweest zijn aan de rand van het meer en men hoopt hiervan resten terug te vinden.

## Natuurbeheer
In een volgende stap wordt voor het Vinne een natuurbeheerplan opgesteld. Bovendien wil men het domein laten erkennen als natuurreservaat. De verkenningsnota werd in 2022 goedgekeurd door het ANB. In de loop van 2022 - 2023 volgt de opmaak van het plan in overleg met verschillende partners: VLM, ANB, Natuurpunt, INBO en het Regionaal Landschap.
Dit natuurbeheerplan zal onder andere volgende acties bevatten:
- Waterpeilbeheer om rietgroei te bevorderen
- Afkoppelen van niet-werkende KWZI Rondeweg
- Tegengaan van aanwezigheid zomer- en exotische ganzen
- In stand houden van grote oppervlaktes rietland en moeraszones
- Maaibeheer
- Begrazingsbeheer

## Fauna en flora
Het Vinne is opgenomen in het Natura 2000-gebied (BE2200038 “bossen en kalkgraslanden van Haspengouw”). Het is een groot binnenmeer dat vooral voor vogels een belangrijke trekpleister is.

### Fauna
Reeën, fazanten, konijnen, muizen, muskusratten, reigers, eekhoorntjes, eenden, ganzen, waterhoentjes en snoeken maken deel uit van de bos- en waterfauna in het Vinne. In het domein vind je ook een insectenhotel en een bijendorp, waar twee bijenkolonies zorgen voor de typische boshoning van het Vinne.
Verder loopt er een begrazingsproject met Gallowayrunderen, schapen en ezels. Deze dieren zorgen elk voor een specifieke ontwikkeling van het grasland, met een diversiteit aan gras- en bloemensoorten als resultaat.
In 2005 en 2006 werd in het Vinne voor het eerst sinds 1957 in België een broedende witwangstern gespot. Andere zeldzame doortrekkers zijn de ralreiger, de roodstuitzwaluw en de woudaap.
Aan het meer leven ook typische libellensoorten zoals de vroege glazenmaker, de gevlekte glanslibel en de glassnijder. En ook moerasvogels zoals de roerdomp, hetwoudaapje en de zwarte stern op doortrek vinden hier hun plek.

### Flora
Met 71 ha open water met rijke waterplantenvegetatie vormt het Vinne een van de voornaamste bolwerken van dit type natuur in Vlaanderen.
Populieren vormen nog steeds de voornaamste beplanting op het domein. In het noordelijke gedeelte vind je ook naaldbomen. Spontane bosgroei van zomereik, es, els, meidoorn, Gelderse roos, Amerikaanse eik, esdoorn en houtkanten met lijsterbes, vlier, zoete kers, haagbeuk, beuk, linde, gewone vogelkers, sleedoorn, kardinaalsmuts en wilg wisselen elkaar af.
Verder vind je op het domein een kruidentuin en een hoogstamboomgaard.

## Recreatie
Als een van de vier Vlaams-Brabantse provinciedomeinen vormt het Vinne een belangrijke bron van recreatie.
WandelenRond het meer zijn vier bewegwijzerde wandelingen te vinden van verschillende afstanden en vanuit de uitkijktoren is er een prachtig uitzicht over het hele meer.
FietsenDe prachtige omgeving rond het Vinnemeer is ook met de fiets te ontdekken. Verschillende soorten fietsen kunnen in het domein ontleend worden.
SpelenIn 2022 opende de gloednieuwe landschapsspeeltuin waar bomen, struiken, grasland en speelgazon zorgen voor een groen speellandschap. De allerkleinsten bouwen ondertussen lustig zandkastelen in de zandbak naast het terras van de Bistro. Bovendien is er in het Vinne ook een speelbos, ideaal voor een bosspel of om kampen te bouwen.
Natuurlijke attractiesIn het domein zijn ook heel wat natuurlijke attracties te vinden. Zo is er een insectenhotel, een bijendorp, een kruidentuin en een hoogstamboomgaard. Verder loopt er een begrazingsproject met Gallowayrunderen, schapen en ezels. Deze dieren zorgen elk voor een specifieke ontwikkeling van het grasland, met een diversiteit aan gras- en bloemensoorten als resultaat.

### Attracties voor kinderen
In het Vinne valt voor kinderen heel wat te beleven. Zo is er het Olympisch Pad, waar kinderen zich in verschillende opdrachten kunnen meten met allerlei dieren. Verder is er op het domein ook een Zintuigenbeleefpad met speciale prikkels om de zintuigen uit te dagen. Voor de creatievelingen is er een Kunstpad voor kleuters. Hier gaan kinderen op stap aan de hand van een boekje en krijgen ze tal van knutselopdrachten met materialen uit de natuur. De wandeling Buiten Bijtanken is een tocht rond het meer van zo'n 5 à 6 km. Onderweg zijn er tien doe-opdrachten, geschikt voor alle leeftijden.

### Eten
In Bistro Het Vinne kan men terecht voor een hapje en een drankje. Op de kaart staan eerlijke en smaakvolle producten volgens het principe van de korte keten.

### Overnachten
Aan de noordzijde van het meer is er de mogelijkheid tot paalkamperen in de vrije natuur.

### Natuur- en milieu-educatie
Met het grootste natuurlijke binnenmeer van Vlaanderen is het Vinne de ideale locatie voor het ontdekken van een enorme diversiteit aan watergebonden fauna en flora. Verenigingen, groepen, klassen en gezinnen kunnen in het domein terecht voor allerlei natuurbelevingsactiviteiten voor verschillende leeftijden.

### Activiteiten
In het Vinne worden doorheen het jaar verschillende activiteiten georganiseerd. Zo is er gedurende de lente en zomer een maandelijkse Vinnemarkt met seizoensgebonden producten uit de korte keten.
Ook gaan er geregeld activiteiten door waarbij kinderen op een speelse manier de natuur ontdekken en in de zomer zijn er op het domein verschillende vakantiekampen.
In november wordt jaarlijks Putteke Winter georganiseerd, een sfeervolle wandeling met verhalen, muziek en vuuracts.